# Barbus paucisquamatus
Barbus paucisquamatus е вид лъчеперка от семейство Шаранови (Cyprinidae).

## Разпространение
Видът е разпространен в Демократична република Конго.

## Описание
На дължина достигат до 24,8 cm.